# Campo de concentración de Yodok
El Campo de concentración de Yodok (también romanizado como Yodŏk, Yodeok, o Yoduk) (요덕 정치범수용소 en coreano) fue un campo para prisioneros políticos en Corea del Norte. El nombre oficial era Campo 15 (요덕 제15호 관리소 en coreano). El campo fue utilizado para quienes eran vistos como los enemigos del Estado, para castigarlos por delitos políticos, y explotarlos con trabajos forzados. El campo cerró en 2014.

## Ubicación
El Campo de Concentración de Yodok se encuentra localizado aproximadamente a 110 km al noreste de Pionyang. Se encuentra ubicado en Yodok, Hamgyŏng del Sur, que se extiende hacia el valle del río Ipsok, rodeado por las montañas Paek-san al norte, Modo-san al noroeste, Tok-san al oeste y Byeongpung-san al sur. Las corrientes de los valles de estas montañas forman el río Ipsok, que fluye río abajo en el río Yonghung y, finalmente, en el mar cerca de Wŏnsan.

## Descripción
El Campo de Concentración de Yodok tiene dos partes:
- La zona de control total (특별독재대상구역 en coreano),  con las colonias de trabajo penitenciario Pyongchang-ri y Yongpyong-ri, es para personas que las autoridades creen que tienen delitos cometidos contra el régimen o que han sido denunciados como políticamente poco fiables (por ejemplo, repatriados desde Japón o cristianos).[7] A estos prisioneros nunca se les  libera.[8] La organización cristiana misionera Open Doors estima que 6000 cristianos que se encuentran en el campo.[9]
- La zona revolucionaria (혁명화대상구역 en coreano), con los campos de reeducación Ipsok-ri, Kuup-ri y Daesuk-ri, que es para castigar a personas por delitos políticos menos graves (por ejemplo, dejar al país ilegalmente, escuchar emisiones de Corea del Sur, o criticar la política del gobierno). Estos prisioneros finalmente son liberados después de cumplir sus condenas.[10]

En la década de 1990, la zona de control total había un estimado de 30 000 presos mientras que la zona revolucionaria tenía unos 16 500 prisioneros; sin embargo, imágenes satelitales recientes indican un aumento significativo en la escala del campo. La mayoría de los presos son deportados a Yodok sin juicio, o tras juicios totalmente injustos, sobre la base de confesiones obtenidas mediante tortura. Las personas son encarcelados a menudo junto con miembros de la familia y parientes cercanos, incluidos los niños pequeños y los ancianos, sobre la base de la culpabilidad por asociación (Sippenhaft).
El campo era de aproximadamente 378 km² de superficie. Estaba rodeado por una cerca de alambre de púas de 3 a 4 m de altura y muros con alambre eléctrico y torres de vigilancia a intervalos regulares. El campo es patrullado por 1000 guardias con fusiles automáticos y perros guardianes.
En el 2004, Fuji TV transmitió un documental acerca de este campo mostrando escenas del lugar.

## Condiciones en el campo

### Condiciones de vida
Los presos viven en chozas empolvadas con paredes de barro seco, un techo (podrido y con goteras) de paja hecho de tablones de madera, y un suelo cubierto de paja y esteras de plantas secas. En una habitación de unos 50 m², 30 a 40 presos duermen en una cama hecha de una tabla de madera cubierta con una manta. La mayoría de las cabañas no cuentan con calefacción, incluso en invierno, donde las temperaturas son inferiores a –20 °C, y la mayoría de los presos padece de congelación y tienen las extremidades hinchadas durante el invierno. Los prisioneros del campo también sufren de neumonía, tuberculosis, pelagra, y otras enfermedades, sin tratamiento médico disponible.
Los nuevos presos reciben la ropa de antiguos presos que han desgastado hasta su muerte. La mayoría de las ropas están sucias, gastadas, y llenas de agujeros. Los presos no tienen zapatos adecuados, calcetines y guantes, y por lo general no hay ropa de repuesto. Los muertos son enterrados desnudos porque sus posesiones son tomadas por otros presos. Todos los prisioneros están cubiertos con una gruesa capa de suciedad, ya que están sobrecargados de trabajo y casi no tienen oportunidad de lavarse o de lavar su ropa. En consecuencia, las chozas de los presos están llenas de mal olor e infestadas de piojos, pulgas y otros insectos. Los presos tienen que hacer cola delante de baños comunitarios sucios, uno por cada doscientos presos, el uso de hojas secas son para la limpieza.
Los guardias del campo hacen informar a los prisioneros sobre sí y designan a los específicos como capataces para controlar un grupo. Si una persona no trabaja lo suficientemente duro, todo el grupo es castigado. Esto crea animosidad entre los detenidos, destruye toda solidaridad, y les obliga a crear un sistema de autovigilancia.

### Trabajos de esclavos
Hombres, mujeres, y niños realizan trabajos forzados los siete días de la semana y son tratados como esclavos. Las labores incluyen una cantera de yeso y una mina de oro, plantas textiles, destilerías, un taller de herrero, agricultura, y la explotación forestal. Graves accidentes de trabajo ocurren a menudo.
Los turnos de trabajo comienzan en el verano a las 4:00 a.m. y terminan a las 8:00 p.m. Los turnos de trabajo en otras estaciones del año comienzan a las 5:30 a.m., pero a menudo se extienden más allá de 8:00 p.m. cuando no se cumplen las normas de trabajo, incluso en condiciones de oscuridad. Después de la cena, los presos tienen que asistir a sesiones de educación y lucha ideológica de 9 p.m. a 11 p.m., donde los presos que no cumplan con las metas son severamente criticados y golpeados. Si los presos no pueden memorizar las instrucciones dadas por Kim Il-sung, son no les permite dormir, o sus raciones de alimentos son reducidas.
La mayoría de los niños de primaria van a la escuela por la mañana. El tema principal es la historia de la revolución de Kim Il-sung y Kim Jong-il. En la tarde se llevan a cabo trabajos forzados con cuotas de trabajo muy altos en términos de cantidad e intensidad. Los niños son golpeados con un palo por no cumplir con la cuota del día. Los alumnos de primaria tienen que llevar troncos pesados doce veces al día más de 4 km o cubos con estiércol de 30 kg treinta veces al día. Otras labores menores involucran la recolección de 20 kg de plantas en las montañas o el cultivo de 130 a 200 m² de valle. A veces los niños mueren en accidentes de trabajo. Los niños mayores tienen que trabajar todo el día, ya partir de los 16 años se les asignan las mismas cuotas de trabajo como adultos.

### Desnutrición
Los prisioneros se mantienen constantemente al borde de la inanición. Las raciones diarias de comida para los presos son entre 100 y 200 g de maíz hervido en atole, son servidas tres veces al día. En función de los productos agrícolas del año, las raciones pueden ser menos. Si los presos no terminan su cuota de trabajo diario o violan las reglas de menor importancia, las raciones diarias se reducen o suspenden temporalmente, no importa si están enfermos, lisiados o discapacitados. Los prisioneros comen cualquier animal salvaje que puedan atrapar, incluyendo ratas, serpientes, ranas, salamandras, gusanos e insectos, a pesar de que son severamente castigados si son vistos al hacerlo por los guardias. Para evitar ser detectados, en su mayoría se comen la carne cruda, a menudo sin quitar la piel. Los animales salvajes son la única fuente de carne o grasa, ya que las raciones de alimentos carecen tanto de carne y aceite vegetal. Algunos presos suelen colarse en pocilgas con agua sucia y robar cerdos o recoger los granos de maíz sin digerir fuera de las heces de los animales para sobrevivir.
Lee Young-kuk estima que a finales de la década de 1990, alrededor del 20% de los presos en Daesuk-ri murieron de desnutrición cada año, junto con nuevos prisioneros que llegan cada mes. Todos los expresos dicen que con frecuencia veían morir a la gente.

## Violaciones de los derechos humanos

### Torturas
Los siguientes métodos de tortura son descritos en testimonios de expresos.
- Tortura de la paloma:[47] Los brazos del prisionero son atados a la espalda, con las piernas atadas, y son colgados del techo durante varios días.[48]
- Tormento del agua: El prisionero es atado a una mesa y es obligado a beber grandes cantidades de agua. Luego los guardias saltan sobre una tabla colocada encima en el estómago hinchado para forzar la salida del agua.[13]
- Inmersión en el agua: Una bolsa de plástico es colocada sobre la cabeza del prisionero y se sumerge en agua durante largos periodos de tiempo.[13]
- Palizas: Los prisioneros son golpeados cada día si no cumplen con las normas de trabajo,[49] si no se arrodillan con la suficiente rapidez ante los guardias, o simplemente por el bien de la humillación.[50]  Los presos a menudo se convierten en discapacitados o mueren a causa de los golpes recibidos.[20] Incluso los niños son severamente golpeados[51] y atormentados.[52]

Los presos están completamente a merced de los guardias; los guardias pueden abusar de ellos sin restricciones. Expresos fueron testigos de un hombre que fue atado por el cuello a un vehículo y lo arrastraron por largas distancias y un niño de escuela primaria siendo golpeado y pateado fuertemente en la cabeza. En ambos casos, los prisioneros murieron poco después.

### Ejecuciones
Los presos que violan las reglas del campo (por ejemplo, robar comida o intento de fuga) por lo general son ejecutados en público (salvo los ya fusilados). Las ejecuciones sumarias tienen lugar delante de los prisioneros que se reunieron varias veces al año; y cada expreso testifica haberlos presenciado. Antes de la ejecución, los presos son torturados y los alimentos le son negados. Los presos obligados a ver la ejecución a menudo no pueden soportar la escena sin protestar y también mueren.
Un método más común de matar prisioneros es asignarles una carga de trabajo imposible. Cuando el trabajo no está terminado, las raciones de alimentos del preso se reducen como castigo. Con el tiempo, la combinación de trabajo pesado y menos alimentos conducen a la muerte por inanición.
Los prisioneros liberados de Yodok se ven obligados a acatar un juramento escrito con un sello en la mano. La promesa dice: "Voy a ser ejecutado si revelo los secretos de Yodok".

### Abusos y abortos forzados
Las mujeres del campo están totalmente desprotegidas frente a los abusos sexuales por parte de los guardias. Las prisioneras con frecuencia se les ordena desnudarse para ser golpeadas y acosadas,  y una exprisionera dijo que es rutina para los guardias abusar sexualmente de las prisioneras. Las mujeres algunas veces mueren tras ser violadas. A las mujeres embarazadas usualmente son obligadas a abortar.

## Demanda de cierre
La Amnistía Internacional resume la situación de los derechos humanos en el campo de concentración de Yodok: "Hombres, mujeres y niños son obligados a realizar trabajos forzados , recibir alimentación inadecuada, las palizas, asistencia médica totalmente inadecuada y las condiciones de vida son antihigiénicas. Muchos caen enfermos en la cárcel, y un gran número muere bajo custodia o poco después de su liberación". La organización exige el cierre inmediato de Yodok y todos los demás campos de prisioneros políticos en Corea del Norte. La demanda es apoyada por la Coalición Internacional para Combatir los Crímenes contra la Humanidad en Corea del Norte, una coalición de más de cuarenta organizaciones de derechos humanos.

## Prisioneros (testigos)
- Kang Chol-hwan (1977-1987 en Yodok) fue encarcelado de niño a los 9 años de edad, porque su familia regresó de Japón y se les consideró políticamente como poco fiables.[12]
- An Hyuk (1987-1989 en Yodok) fue encarcelado a la edad de 18 años por salir ilegalmente de Corea del Norte.[30]
- Kim Tae-jin (1988-1992 en Yodok) también fue encarcelado a los 18 años por salir ilegalmente de Corea del Norte.[64]
- Lee Young-kuk (1995-1999 en Yodok), exguardaespaldas de Kim Jong-il, fue secuestrado en China, y encarcelado porque salió ilegalmente de Corea del Norte y criticó al país.[65]
- Kim Eun-cheol (2000-2003 en Yodok) fue encarcelado a la edad de 19 años porque salió ilegalmente de Corea del Norte.[59] Fue parte de un grupo de siete refugiados repatriados por Rusia; las Naciones Unidas les concedieron el estatuto de refugiados, pero no pudo protegerlos.[66]
- Las surcoreanas Shin Suk-ja y sus hijas Oh Hae-won y Oh Kyu-won (en Yodok desde 1987 cuando las hijas tenían 9 y 11 años) fueron encarceladas porque su marido Oh Kil-nam no regresó luego de una estancia en el extranjero.[67] La familia había sido traída desde Alemania con falsas promesas por agentes norcoreanos dos años antes.[68] Kang Chol-Hwan y An Hyuk testificaron para favorecer a Shin Suk-ja durante su enjuiciamiento.[69]
- El surcoreano Jeong Sang-un (en Yodok desde 1910) es un prisionero de guerra de la Guerra de Corea y fue encarcelado a los 84 años por salir ilegalmente de Corea del Norte.[70]

## En la cultura popular
- En el 2001, Kang Chol-hwan escribió el libro Los acuarios de Pionyang en el que describe su infancia en el campo de concentración de Yodok.[71]
- En el 2006, Jung Sung-san, un desertor de Corea del Norte, dirigió el musical Historia de Yodok sobre el campo de concentración de Yodok.[72]
- En el 2008, Andrzej Fidyk hizo la película Historias de Yodok sobre la vida en el campo de concentración de Yodok basado en el musical y en los relatos de testigos. Refugiados norcoreanos actúan en la película.[73]
- En el 2014, David Baldacci escribió el libro El objetivo, sobre un asesino de Corea del Norte de Yodok Camp. del campo de concentración de Yodok.